# 楊鎮 (道光武進士)
楊鎮，山東登州府蓬萊縣（今蓬萊市）人。清朝軍事將領，同武進士出身。
道光二十四年（1844年），楊鎮中式甲辰科武殿試張殿華榜三甲第七名進士，授官藍翎侍衛。差滿，出官太湖守備，歷升劉河孟河都司，江寧遊擊。